# Helmut Berthold
Helmut Berthold (Lipsia, 19 aprile 1911 – 2000) è stato un pallamanista tedesco.

## Palmarès

### Olimpiadi
- Oro a Berlino 1936 nella pallamano.